# ブラッドフォード・アンド・ビングレー
ブラッドフォード・アンド・ビングレーとは、ウェスト・ヨークシャーのビングレーに本拠地を持つイギリスの銀行。住宅金融組合から転換された銀行であり、同様の背景を持つノーザン・ロックとともに2007年に始まる金融危機の下破綻した。その結果支店網や預金はサンタンデール銀行グループの、アビー・ナショナル銀行に売却され、住宅ローン債権が残され一時国有化された。現在UKフィナンシャル・インベストメンツによって保有されている。

## 歴史
ブラッドフォード・アンド・ビングレー住宅金融組合は、共に1851年に設立されたブラッドフォード・エクイタブル住宅金融組合と、ビングレー・パーマネント住宅金融組合が合併し1964年に成立した。
1997年には、ロイズTSBからモーゲージエクスプレス事業を6400万ポンドで購入した。
2000年12月に株式会社化し、組合員に最低250株567.5ポンド、最大5000ポンドに相当する株を与え、ロンドン証券取引所にBBというシンボルで上場した。
2008年9月29日の週末、イギリス政府は信用収縮に伴う破綻銀行認定を行い、スペインの銀行サンタンデールがブラッドフォードアンドビングレーの200億ポンドの貯蓄事業を全て購入した。